# Alapus acutus
Alapus acutus är en insektsart som beskrevs av Beamer och Leonard D. Tuthill 1935. Alapus acutus ingår i släktet Alapus och familjen dvärgstritar. Inga underarter finns listade i Catalogue of Life.